# Schvalující hlasování
Schvalovací hlasování, schvalování nebo approval vote se používá v jednomandátových i vícemandátových volebních obvodech. Volič má buď stejně hlasů, jako je počet kandidátů nebo více hlasů než se v daném obvodě obsazuje mandátů. Volič může dát svůj hlas jednomu nebo více kandidátů a tím jej „schválí“. Mandáty jsou potom obsazeny kandidáty s největším počtem hlasů.
Systém připouští možnost strategického hlasování a penalizuje vyhraněné kandidáty. Naopak systém přiděluje mandáty osobám s nejsilnější podporou.
Při volbách do komor parlamentu se příliš nepoužívá. Systémem, který připomíná schvalující hlasování, se volí např. komisař OSN.

## Odmítavé hlasování
Odmítavé hlasování, nesouhlasné hlasování, anglicky negative vote či disapproval vote, je další variantou schvalujícího hlasování. V tomto případě ale voliči udělují negativní hlasy, přičemž mandáty obsazují ti s nejmenším počtem negativních hlasů.